# Rui Araújo
Rui Araújo (Lisboa, 1954) é um jornalista português. Recebeu 11 prémios de jornalismo (Press Club, Clube Português de Imprensa, Gazeta, etc.)

## Biografia
Foi correspondente da RTP e da ANOP em Paris. Depois integrou a equipa do programa Grande Reportagem  tendo sido o primeiro jornalista português a entrar em Timor depois da invasão. Em 1987, participou na investigação sobre o caso Irangate para a CBS News. Em 2016 e 2017 chefiou na TVI a investigação dos casos Swissleaks e Panama Papers. Colaborou também com a United Press International (UPI), Radio France Internationale (RFI), TSF, Expresso, O Jornal, TVI, CNN Portugal, Libération, CBS News e as revistas Grande Reportagem, Visão, Nieman Reports, Marine's Mirror e Le Point. É co-fundador da revista Grande Reportagem.
De 1 de Janeiro de 2006 a 25 de Novembro de 2007 foi Provedor do Leitor do jornal Público.
É o primeiro jornalista português admitido na Nieman Foundation For Journalists (Harvard University) desde a sua criação, em 1938, e é ainda o primeiro português (1997) a imtegrar o grupo inicial do International Consortium of Investigative Journalists (ICIJ), EUA.
Estudou nas universidades de Paris X (Nanterre), Paris IV (Sorbonne) e Harvard University (Estudos Africanos e Informações). 
Efectuou estágios de jornalismo no Desk Diplomático da Agence France Presse (AFP, em Paris), e na redacção da CBS News (Evening News, em Nova Iorque). 
Deu aulas de jornalismo, designadamente, no CENJOR, UAL, ISCTE (Lisboa), Universidad Rey Juan Carlos - Master de Periodismo EL MUNDO (Madrid), e foi júri final do Premio Gabriel García Márquez de Periodismo (Cartagena, Colômbia).
Recebeu 11 prémios de jornalismo (TV e imprensa escrita). 
Tem 10 livros publicados. Exemplos:"O diário secreto que Salazar não leu" (non-fiction, espionagem), "O império dos espiões" (non-fiction, espionagem), "The Corruption Notebooks: 25 Investigative Journalists Report on Abuses of Power in Their Home Country" (non-fiction),etc.
É, hoje, membro do ICIJ e colaborador das revistas LUZES (A Coruña) e FRONTERAD (Madrid).